# Clinocera collini
Clinocera collini är en tvåvingeart som beskrevs av Sinclair 2008. Clinocera collini ingår i släktet Clinocera och familjen dansflugor. Inga underarter finns listade i Catalogue of Life.